# Greatest Hits (album des Fugees)
Pour les articles homonymes, voir Greatest Hits.
Albums de Fugees
Bootleg Versions
(1996)
Greatest Hits est une compilation des Fugees, sortie le 25 mars 2003.

## Liste des titres
| No  | Titre                                            | Durée |
| --- | ------------------------------------------------ | ----- |
| 1.  | Vocab (Refugees Hip Hop Remix)                   | 4:00  |
| 2.  | Nappy Heads (Remix Radio Edit)                   | 4:36  |
| 3.  | Fu-Gee-La                                        | 4:04  |
| 4.  | How Many Mics                                    | 4:13  |
| 5.  | Killing Me Softly With His Song                  | 4:50  |
| 6.  | No Woman, No Cry                                 | 4:18  |
| 7.  | Cowboys                                          | 4:44  |
| 8.  | The Score                                        | 4:07  |
| 9.  | The Sweetest Thing (Mahogany Mix)                | 4:23  |
| 10. | Ready or Not (Salaam's Ready for the Show Remix) | 4:22  |